# Liszt Intézet Magyar Kulturális Központ – Párizs

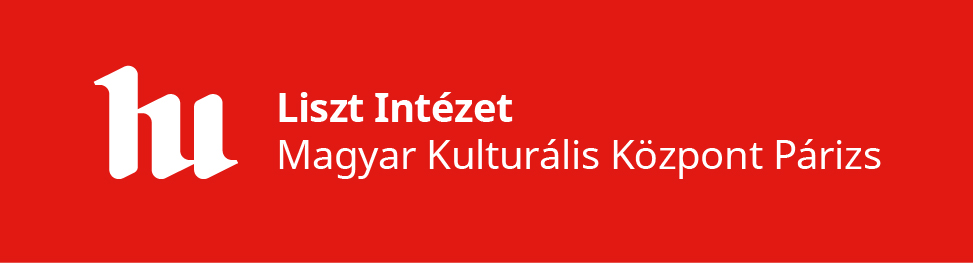

A Liszt Intézet Magyar Kulturális Központ – Párizs (rövidítve Liszt Intézet Párizs, korábbi nevén Párizsi Magyar Intézet) a magyarországi Külgazdasági és Külügyminisztérium irányítása alá tartozó kulturális központ.
Az Intézet elsődleges célja a nemzeti kulturális örökség megőrzése és külföldiekkel való megismertetése, a magyar nyelvoktatás, a programok által a magyar kultúra és társadalom sokszínűségének bemutatása, valamint a kulturális diplomáciai kapcsolatok ellátása.

## A kulturális központ feladatai
A Liszt Intézet Párizs célja a magyar kulturális és társadalmi élet bemutatása a párizsi magyar és francia közönség számára, ezért programjai döntően francia nyelvűek. Kiállításai, zenei és irodalmi programkínálata, filmvetítései, könyvbemutatói és különböző előadásai a párizsi kulturális élet szerves részét képezik. Az intézmény a saját rendezvények szervezésén túl a magyar kulturális produkciók franciaországi létrejöttét is támogatja.
A központ tudományos és oktatási funkciókat is ellát: az Intézetben magyar nyelvoktatás folyik és nyelvvizsga letételére is lehetőség van. Feladata a franciaországi magyar lektorokkal való kapcsolattartás, tudományos konferenciák, kerekasztal-beszélgetések és vita-alkalmak szervezése is.
Az Intézet megemlékezik a nemzeti ünnepekről és gyermekfoglalkozásokat is tart a Franciaországban élő magyar gyerekeknek, ezzel járulva hozzá a Franciaországban élő magyarok nemzeti identitásának ápolásához.
Az Intézet számos francia partnerrel működik együtt és több nemzeti és/vagy kimondottan párizsi érdekeltségű projektben vesz részt. Ilyen például a Mois de la photo (A fotó hónapja), a Fête de la musique (A zene ünnepe), Európa egyik legnagyobb könyvvására, a Salon du livre, vagy a Lire en fête (Az olvasás ünnepe). Regionális partnerei – francia-magyar egyesületek, testvérvárosok, kulturális és oktatási intézetek – segítségével egész Franciaországra kiterjedő hálózattal bír.

## A kulturális központ épülete
Az intézet Párizs egyik központi kerületében található, a Saint-Sulpice-templom és a Luxembourg-kert között. Az ideérkezőket a bejáratnál Lapis András Kalap alatt című szobra fogadja (a mű eredetije Szegeden látható). A 2850 négyzetméter alapterületű házban helyet kap egy könyvtár, két, Victor Vasarely, illetve André Kertész nevét viselő galéria, egy ötvenöt fő fogadására alkalmas moziterem, egy száznyolcvan fős, Steinway zongorával ellátott konferencia- és koncertterem, valamint a nyelvórák megtartására biztosított két nyelvi terem is.
Az intézet már említett könyvtára, mely csaknem tízezer kötetével, DVD- és CD-tárával Franciaország második legnagyobb hungarológiai gyűjteménye, a nyitvatartási időn belül a közönség számára is szabadon használható.

## Története
Az 1920-as években Klebelsberg Kuno kultuszminiszter fontosnak tartotta a külföldi magyar intézetek (Collegium Hungaricumok) felépítését – így alakultak meg az első kulturális intézetek Bécsben, Berlinben, Rómában, majd Párizsban is.
A Párizsi Magyar Intézet (PMI) elődje, a Magyar-Francia Egyetemi Információs Iroda (Bureau franco-hongrois de Renseignements Universitaires) 1928-ban alakult meg Molnos (Müller) Lipót irányítása alatt. Az iroda célja a Párizsban tanuló magyar ösztöndíjasok orientálása és segítése volt, elsősorban tanulmányi szempontból.
Az iroda az Hôtel du Cèdre (szálloda a Quartier Latin-ben) két földszinti helyiségében kezdte meg működését, majd 1931-ben átköltözött a Geoffroy-St-Hilaire utca egyik bérházának ötödik emeletére. 1934-ben, már Franciaországi Magyar Tanulmányi Központ (Centre d’Études Hongroises en France) néven, a Place du Panthéon 13. alatti épületbe helyezte át székhelyét, ahol már öt helyiséggel rendelkezett. 1945 előtt a központ utolsó székhelye a Pierre Curie utca 18. alatt volt található. Az intézmény 1941-ben vette fel a Párizsi Magyar Intézet nevet.
Az 1985-ben, Köpeczi Béla művelődési minisztersége alatt vásárolta meg a magyar állam a Párizsi Magyar Intézet jelenlegi épületét. A ház felújítását követően az Intézet 1986 decembere óta működik a jelenlegi helyén. 2008-ig az épületben működött a párizsi magyar konzulátus is.
2021 szeptemberétől a magyar kulturális intézeti hálózat Liszt Intézet - Magyar Kulturális Központ néven folytatja tevékenységét.

## Korábbi igazgatók

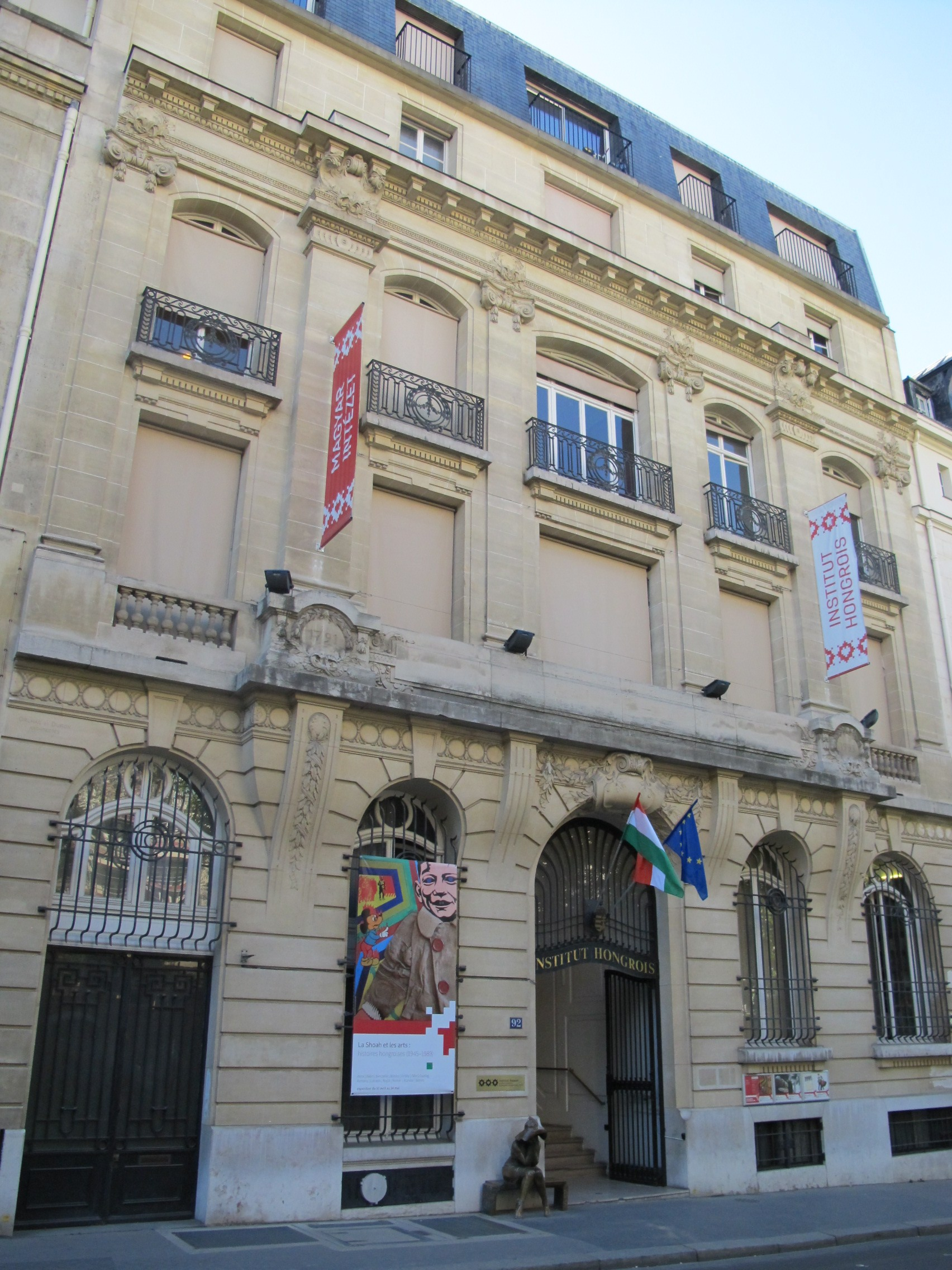
A PMI épülete

- 1928–1943 Molnos (Müller) Lipót[halott link]
- 1943–1946 Lajti István
- 1946-1949 Lelkes István [3]
- 1949–1950 Dobossy László[halott link]
- 1950–1956 Koltai Kovács Béla[halott link]
- 1956–1959 Gergely János
- 1959–1961 Gereblyés László[halott link]
- 1961–1966 Báti László
- 1966–1968 Bene Ede
- 1968–1973 Lőrincz Tamás
- 1973–1976 Dobossy László
- 1976–1980 Klein Márton
- 1980–1986 Borha Zoltán
- 1986–1990 Berényi Pál
- 1990–1991 Pataki Pál
- 1991–1994 Vigh Árpád
- 1995–1998 Kovács András Bálint
- 1999–2005 Csernus Sándor[4]
- 2005–2010 Ecsedi-Derdák András
- 2011–2015 Ablonczy Balázs
- 2015-2019 Havasi János
- 2019-2022 Bodnár Zita
- 2023-tól Burányi Adrienne Éva (mb.)[2]